# Ascorhis occidua
Ascorhis occidua е вид коремоного от семейство Hydrobiidae. Видът не е застрашен от изчезване.

## Разпространение
Разпространен е в Западна Австралия.